# Società Polisportiva La Fiorita 2014-2015
Questa voce raccoglie le informazioni riguardanti la Società Polisportiva La Fiorita nelle competizioni ufficiali della stagione 2014-2015.

## Stagione
La squadra ha disputato il primo turno di qualificazione alla UEFA Champions League 2014-2015 venendo eliminata dagli estoni del Levadia Tallinn.

## Rosa
Rosa aggiornata al 3 luglio 2014.
| N. |                       | Ruolo | Calciatore         |
| -- | --------------------- | ----- | ------------------ |
| 1  | Italia (bandiera)     | P     | Simone Montanari   |
| 22 | San Marino (bandiera) | P     | Emanuele Quadrelli |
| 12 | San Marino (bandiera) | P     | Alan Neri          |
|    | San Marino (bandiera) | P     | Michael Giovagnoli |
| 6  | Italia (bandiera)     | D     | Alberto Mazzola    |
| 5  | Italia (bandiera)     | D     | Davide Bugli       |
| 79 | San Marino (bandiera) | D     | Massimo Vagnetti   |
| 23 | San Marino (bandiera) | D     | Gianluca Bollini   |
| 2  | San Marino (bandiera) | D     | Mattia Berardi     |
| 3  | Italia (bandiera)     | D     | Marco Angeletti    |
| 33 | San Marino (bandiera) | D     | Morris Casali      |
| 91 | San Marino (bandiera) | D     | Matteo Scarponi    |
| 4  | Italia (bandiera)     | C     | Simone Confalone   |
| 29 | Italia (bandiera)     | C     | Francesco Ceci     |
| 34 | San Marino (bandiera) | C     | Pietro Calzolari   |
| 17 | Italia (bandiera)     | C     | Filippo Pensalfini |

| N. |                       | Ruolo | Calciatore              |
| -- | --------------------- | ----- | ----------------------- |
| 97 | San Marino (bandiera) | C     | Andrea Righi            |
| 8  | San Marino (bandiera) | C     | Nicola Cavalli          |
| 20 | Italia (bandiera)     | C     | Alessio Cangini         |
| 7  | San Marino (bandiera) | C     | Lorenzo Forcellini      |
| 74 | Albania (bandiera)    | C     | Julian Aliaj            |
| 97 | San Marino (bandiera) | C     | Samuel Toccaceli        |
| 33 | San Marino (bandiera) | C     | Thomas Bonfini          |
| 18 | San Marino (bandiera) | C     | Nicola Casadei          |
| 28 | San Marino (bandiera) | C     | Matteo Zanotti          |
| 32 | San Marino (bandiera) | A     | Andy Selva              |
| 21 | Italia (bandiera)     | A     | Giacomo Gualtieri       |
| 99 | San Marino (bandiera) | A     | Alessandro Guidi        |
| 10 | Italia (bandiera)     | A     | Tiziano Mottola         |
| 16 | San Marino (bandiera) | A     | Danilo Ezequiel Rinaldi |
| 9  | San Marino (bandiera) | A     | Elia Zafferani          |